# Aïn Ben Tili
Aïn Ben Tili (enen árabe: عين بن تيلي‎ ) es un pueblo situado en el extremo norte de Mauritania y fronterizo con el Sáhara Occidental y el pueblo de Bir Lehlou. También está a unas horas en coche de la localidad de Tindouf en Argelia.
La región es absolutamente desértica, con condiciones geográficas y climáticas difíciles e incluso hostiles (lejanía, extrema aridez, clima tórrido, etc.) y la población está representada por unas pocas decenas de personas que viven en condiciones de extrema pobreza. Es uno de los pueblos más olvidados de la República Mauritana, donde la seguridad está lejos de estar garantizada.
El último prefecto de este departamento fue el comandante Soueidatt Ould Weddad, nacido en 1934, oficial paracaidista, fallecido en Ain Ben Tili el 19 de enero de 1976. Está enterrado a la entrada del Fuerte.

## Geografía administrativa
El distrito de Ain Ben Tili se estableció como departamento en 1975 y depende de la Wilaya (región) de Tiris Zemmour.
El primer y único prefecto conocido en este departamento fue el comandante Soueidatt.